# Moneda a l'Imperi Selèucida

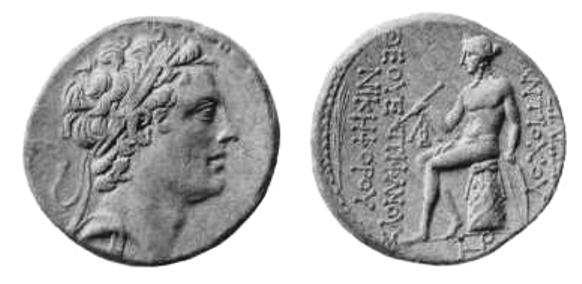
Antíoc IV

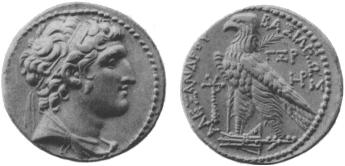
Alexandre I Balas

La moneda a l'Imperi Selèucida es basava en la moneda d'Alexandre el Gran, que al seu torn estava basada en la moneda atenenca de pes àtic. Les monedes tenien diverses encunyacions i temàtiques representades, essent la base d'argent la més abundant. Bona part de les encunyacions es realitzaven a la Síria selèucida, ja que les parts mediterrànies de l'Imperi eren les més predisposades a l'ús de la moneda com a funció econòmica.
El símbol del poder selèucida era l'àncora, que va ser representada en l'anvers de monedes que mostraven el bust d'Alexandre el Gran, quan aquest ja era mort. Algunes monedes de bronze selèucides mostren vores dentades decoratives, similars a alguns denaris romans i en algunes monedes macedònies poc freqüents. L'any gravat en les monedes seguia la datació de l'Era Selèucida.
La primera forja de moneda reial selèucida es va establir a Selèucia del Tigris. Antioquia, com a nova capital, va tenir la forja més important a partir del moment en què Seleuc I traslladés els obres des de Selèucia.

## Denominacions
Les monedes de bronze van ser emeses amb cinc denominacions diferents; el pes i la mida variaven segons la moneda. Sembla que no es va fer cap esforç per determinar una moneda tipus base.
- Mida A = 23+ mm = 10+ g
- Mida B = 18–23 mm = 6.77–8.63 g
- Mida C = 13–17 mm = 3.88 g
- Mida D = 12–13 mm = 1.59 g
- Mida E = 10–12 mm = 1.13 g

La denominació de les monedes d'argent era la següent, basant-se el model en funció de l'òbol i de la imatge més comuna de la moneda:
- 1 Òbol: Àncora i arc i buirac
- 2 Diòbol: Arc i buirac
- 3 Hemidracma:
- 6 Dracma: Àncora
- 24 Tetradracma: Elefant caminant
- Monedes amb el cap de Zeus al revers i Atenea en un carro tirat per un elefant.[3] Aquestes monedes segueixen un estàndard fenici més lleuger.[4]